# Capsaloides cornuta
Capsaloides cornuta är en plattmaskart. Capsaloides cornuta ingår i släktet Capsaloides och familjen Capsalidae. Inga underarter finns listade i Catalogue of Life.